# オリュンピアス
オリュンピアス（ギリシャ語：Ὀλυμπιάς、紀元前375年 - 紀元前316年）は、エピロス王ネオプトレモス1世の娘、マケドニア王ピリッポス2世の4番目の妻であり、アレクサンドロス3世（大王）の母である。狂乱的な蛇崇拝のディオニューソス信仰の熱烈な信者であり、1世紀の伝記作家プルタルコスは、オリュンピアスが蛇と寝ていた可能性を示唆している。

## 生涯
オリュンピアスはピリッポス2世との間に、息子アレクサンドロス3世と娘クレオパトラ（叔父エピロス王アレクサンドロス1世と結婚）の2子をもうけたが、夫ピリッポス2世と不和となり、追放された。後にアレクサンドロスのとりなしによりピリッポスと和解し、ペラに帰還する。アレクサンドロスが死去した紀元前323年に再びエピロスに追放されたものの、紀元前317年にマケドニアに戻りアレクサンドロス3世の息子アレクサンドロス4世の後見となり、アレクサンドロス4世の共同統治者であったピリッポス3世を暗殺した。しかし、翌紀元前316年、カッサンドロスの命を受けた兵士らにより殺害された。

## 名前について

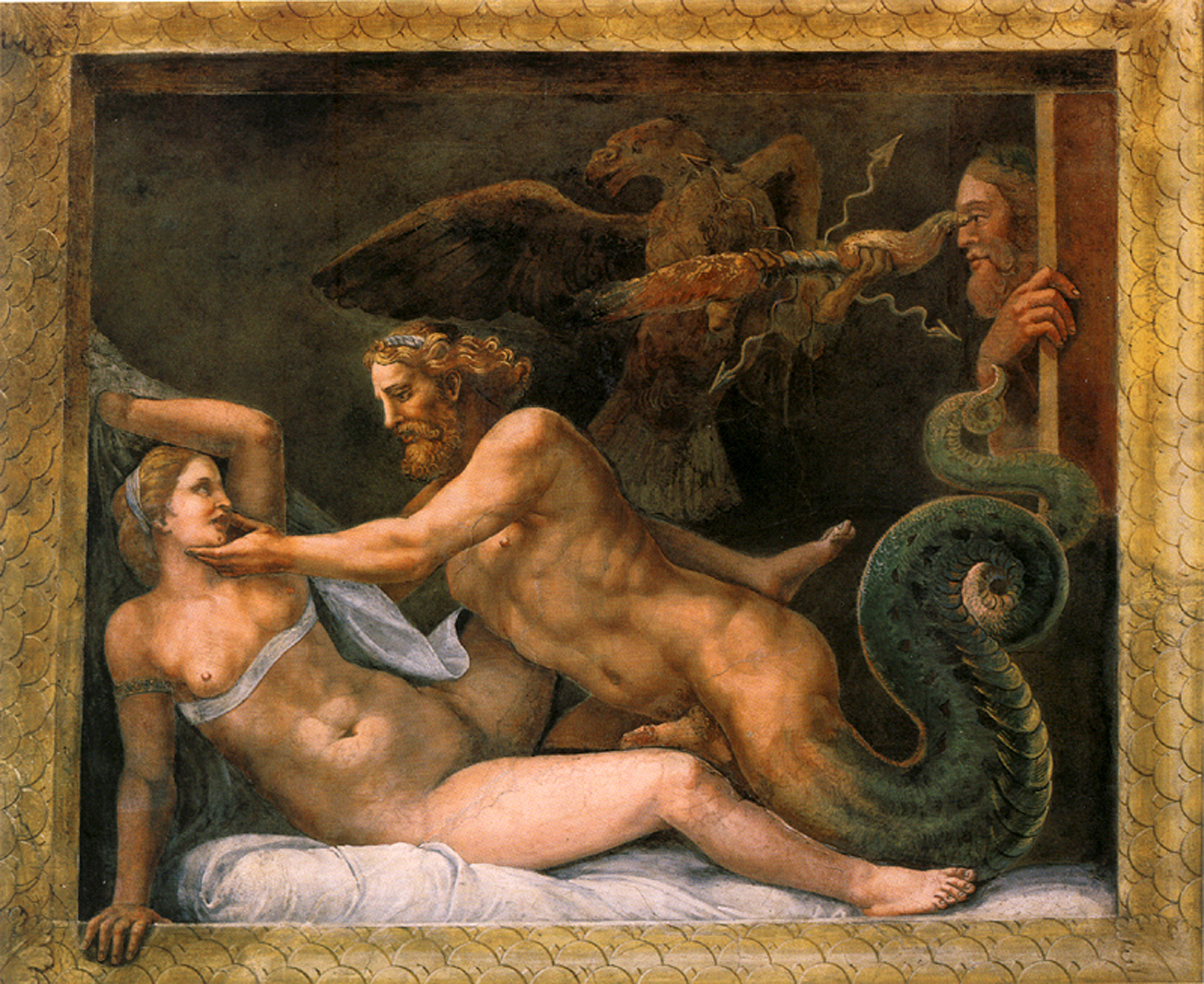
オリュンピアスを誘惑するゼウス（ジュリオ・ロマーノによるフレスコ画、パラッツォ・デル・テ）

オリュンピアスは、エピロスにおける古代ギリシア系氏族モロッソイの王ネオプトレモス1世の娘で、エピロス王アレクサンドロス1世の姉妹である。オリュンピアスの一族は、アキレウスの息子ネオプトレモスの後裔でアイアキダイ（アイアコスの末裔）であるとされ、エピロスで尊敬を集めていた。プルタルコス『倫理論集（モラリア）』での言及によると、彼女はもともとはポリュクセナと名づけられたらしい。その後マケドニア王ピリッポス2世との婚姻にあたりミュルタレに名を変えた。この改名はとある密儀宗教への入信儀式の一幕だった。
「オリュンピアス」はいまに知られる彼女の4つの名のうち3番目にあたる。この名はおそらく、アレクサンドロスの出産と同時に、紀元前356年のオリュンピア競技会でピリッポスの所有する競走馬が優勝したとの報がもたらされた（プルタルコス『アレクサンドロス伝』3.8）ことから選ばれたのだろう。彼女の最後の名はストラトニケである。この名は紀元前317年にマケドニア王妃エウリュディケ2世に勝利した際に与えられた添え名だと思われる。